# Hòa Thạc Khác Thuần Trưởng Công chúa
Hòa Thạc Khác Thuần Trưởng Công chúa (chữ Hán: 和碩恪純長公主; 1641 - 1704), cũng gọi Kim Phúc công chúa (金福公主), Công chúa nhà Thanh, là Hoàng nữ thứ 14 của Thanh Thái Tông Hoàng Thái Cực, là em gái của Thanh Thế Tổ Thuận Trị Đế và là cô mẫu của Thanh Thánh Tổ Khang Hi Đế.
Bà là vị Công chúa đầu tiên của nhà Thanh kết hôn với người Hán.

## Cuộc đời
Hòa Thạc Khác Thuần Trưởng Công chúa sinh vào giờ Sửu, ngày 7 tháng 12 (âm lịch), năm Sùng Đức thứ 6 (1641). Sinh mẫu là Thứ phi Cơ Lũy thị. Sơ phong [Hòa Thạc Công chúa].
Năm Thuận Trị thứ 10 (1653), bà hạ giá lấy Ngô Ứng Hùng (吳應熊), con trai của Bình Tây vương Ngô Tam Quế.
Bà là 1 trong 4 Công chúa duy nhất của nhà Thanh gả cho người Hán. Còn lại chính là Hòa Thạc Khác Tĩnh Công chúa gả cho Tôn Thừa Vận - con trai của danh tướng Tôn Tư Khắc và 2 dưỡng nữ của Thuận Trị Đế là Hòa Thạc Hòa Thuận Công chúa gả cho Thượng Chi Long - cháu trai của Bình Nam vương Thượng Khả Hỉ và Hòa Thạc Nhu Gia Công chúa gả cho Cảnh Tụ Trung - cháu nội của Tĩnh Nam vương Cảnh Trọng Minh.
Năm thứ 14 (1657), tấn phong Hòa Thạc Trưởng Công chúa (和硕長公主).
| “                                          | 典崇鳌降, 帝女戒以钦哉, 诗美肃雍, 王姬咏其秾矣. 既娴内治, 宜被殊荣, 咨尔和硕公主, 乃朕之妹, 敬慎居心柔嘉维则, 母仪克奉, 教夙禀于在宫, 妇德无违, 誉尤彰于筑馆, 出银潢之贵派, 作配高闳, 备玉碟之懿亲, 共襄宗国. 凤占允协, 象服攸宜, 是用封尔为和硕长公主, 锡 (赐) 之金册, 谦以持盈, 益笃兴门之枯, 贵而能俭, 永垂宜室之声, 勿替令仪, 尚缓厚禄, 钦此. . Điển sùng ngao hàng, Đế nữ giới dĩ khâm tai, thi mỹ túc ung, vương cơ vịnh kỳ nùng hĩ. Ký nhàn nội trì, nghi bị thù vinh, tư nhĩ Hòa Thạc Công chúa, nãi Trẫm chi muội, kính thận cư tâm nhu gia duy tắc, mẫu nghi khắc phụng, giáo túc bẩm vu tại cung, phụ đức vô vi, dự vưu chương vu trúc quán, xuất ngân hoàng chi quý phái, tác phối cao hoành, bị ngọc điệp chi ý thân, cộng tương tông quốc. Phượng chiêm duẫn hiệp, tượng phục du nghi, thị dụng phong nhĩ vi Hòa Thạc Trưởng Công chúa, tích (tứ) chi kim sách, khiêm dĩ trì doanh, ích đốc hưng môn chi khô, quý nhi năng kiệm, vĩnh thùy nghi thất chi thanh, vật thế lệnh nghi, thượng hoãn hậu lộc, khâm thử. | ” |
| — Sách văn phong Hòa Thạc Trưởng Công chúa | |   |

Năm thứ 16 (1659), được phong Hòa Thạc Kiến Ninh Trưởng Công chúa (和硕建寧長公主), sau cải thành Hòa Thạc Khác Thuần Trưởng Công chúa (和硕恪純長公主). Bà sinh hạ cho Ngô Ứng Hùng 2 người con trai là Ngô Thế Lâm (吳世霖) và hai người con trai út không rõ tên.
Khoảng giữa năm 1661 và 1662, trưởng tử Ngô Thế Lâm của bà ra đời, vì vậy, bà cùng Ngạch phò liền đến chùa miếu dâng lễ.
Năm Khang Hi thứ 10 (1670), bà cùng Ngạch phò đến Vân Nam chúc thọ Ngô Tam Quế.
Năm thứ 14 (1675), Ngô Tam Quế phát động phản loạn ở phía nam. Ngày 13 tháng 4, Khang Hi Đế hạ lệnh xử Ngô Ứng Hùng cùng Ngô Thế Lâm treo cổ, Công chúa và con trai út chỉ bị u cấm.
Năm thứ 19 (1680), tháng 5, Khang Hi Đế dụ Khác Thuần Trưởng Công chúa:
| “ | 公主被反叛所累, 屡年困顿. 朕每念及, 未尝不为恻然. 不意深染时症. 遣乳媪暨亲近侍卫往视, 及回, 转奏公主之语. 不胜感叹. 又闻病势危笃, 即命该部院衙门, 将服饰执事等项, 星夜制办. 今公主体中大愈, 将此各项尽送公主处, 以示朕惓惓注念之意. . Công chúa bị phản bạn sở luy, lũ niên khốn đốn. Trẫm mỗi niệm cập, vị thường bất vi trắc nhiên. Bất ý thâm nhiễm thì chứng. Khiển nhũ ảo kỵ thân cận thị vệ vãng thị, cập hồi, chuyển tấu Công chúa chi ngữ. Bất thắng cảm thán. Hựu văn bệnh thế nguy đốc, tức mệnh cai bộ viện nha môn, tương phục sức chấp sự đẳng hạng, tinh dạ chế bạn. Kim Công chúa thể trung đại dũ, tương thử các hạng tẫn tống Công chúa xử, dĩ kỳ trẫm quyền quyền chú niệm chi ý. | ” |

Năm thứ 20 (1681), tháng 12, sau khi bình định của Vân Nam, Khang Hi hạ lệnh xử lý tất cả cháu nội của Ngô Tam Quế, trong đó hai ấu tôn do Công chúa sở sinh bị phán treo cổ, các thứ tôn còn lại đều phán chém đầu thị chúng.
Năm thứ 43 (1704), Trưởng Công chúa qua đời, thọ 63 tuổi.
| “                                        | 国家重宗潢之谊, 淑媛沾荣; 典礼隆追恤之文, 幽泉被泽. 尔和硕恪纯长公主, 辉分玉叶, 秀毓金枝. 盛车服以于归, 恩荣备礼; 值藩封之肆逆, 孱息骈诛. 虽浩荡深仁, 犹仰承夫膏露, 而伶仃暮景, 实饱历乎冰霜. 正将受养以长年, 乃遽沉疴而永逝. 呜呼! 本支在念, 纶綍斯昭. 聿颁牲礼而荐馨香, 用设几宴以申奠祭. 灵其不昧, 尚克来歆. . Quốc gia trọng tông hoàng chi nghị, thục viện triêm vinh; điển lễ long truy tuất chi văn, u tuyền bị trạch. Nhĩ Hòa Thạc Khác Thuần Trưởng Công chúa, huy phân ngọc diệp, tú dục kim chi. Thịnh xa phục dĩ vu quy, ân vinh bị lễ; trị phiên phong chi tứ nghịch, sàn tức biền tru. Tuy hạo đãng thâm nhân, do ngưỡng thừa phu cao lộ, nhi linh đình mộ cảnh, thực bão lịch hồ băng sương. Chính tương thụ dưỡng dĩ trường niên, nãi cự trầm a nhi vĩnh thệ. Ô hô! Bản chi tại niệm, luân phất tư chiêu. Duật ban sinh lễ nhi tiến hinh hương, dụng thiết kỷ yến dĩ thân điện tế. Linh kỳ bất muội, thượng khắc lai hâm. | ” |
| — Tế văn của Khác Thuần Trưởng Công chúa | |   |

Sau khi bà mất thì hỏa táng, công việc tế tự đều do con trai của Cung Thân vương Thường Ninh là Bối lặc Hải Thiện thay mặt lo liệu. Viên tẩm của bà được xây tại khu Triều Dương của Bắc Kinh ngày nay. Trong thời kỳ Trung Quốc bị Nhật chiếm, địa cung đào trộm, sau này chỉ còn lại một bình tro cốt. Viên tẩm ngày nay cũng đã bị phá hủy hoàn toàn.

## Gia quyến

### Ngạch phò
- Ngô Ứng Hùng (吳應熊, 1634 - 1674), thừa tập Tam đẳng Tử (1654) từ Ngô Tam Quế. Năm 1657 gia Thiếu bảo kiêm Thái tử Thái bảo. Năm 1668 thăng Thiếu phó kiêm Thái tử Thái phó. Năm 1673 vì liên bị Ngô Tam Quế làm loạn liên lụy mà bị giam, 1 năm sau bị xử tử. Năm 1678 con trai là Ngô Thế Phiên kế vị, truy thụy"Hiếu Cung Hoàng Đế"(孝恭皇帝)[4]

### Hậu duệ
- Trưởng tử: Ngô Thế Lâm (吳世霖; 1661~1662 - 1674)
- Trưởng nữ: Ngô Giai thị (吴佳氏), Đích thê của Phụng quốc Tướng quân Cát Nhĩ Đồ (噶尔图) - tằng tôn của Phụ Quốc Khác Hậu công Tháp Bái - Hoàng tử thứ 6 của Nỗ Nhĩ Cáp Xích.

Ngoài ra Ngạch phò còn có những nhi nữ khác, không rõ sinh mẫu:
- Thứ tử: Ngô Thế Phiên
- Thứ nữ: Ngô thị (吴氏), thị thiếp của Cung Thân vương Thường Ninh, sinh 1 con trai là Văn Thù Bảo.

## Trong văn hóa đại chúng

### Tiểu thuyết
Hình tượng của Khác Thuần Trưởng công chúa được khai thác nổi tiếng nhất trong tác phẩm Lộc đỉnh ký của Kim Dung. Trong tác phẩm này, bà được mô tả là em của Khang Hi Đế, nhưng thực chất bà là cô. Ngoài ra, bà cũng được gọi là [Kiến Ninh Công chúa] thay vì [Khác Thuần Trưởng Công chúa].

### Phim ảnh
- Lộc Đỉnh ký, phim TVB Hồng Kông, sản xuất năm 1984 do Cảnh Đại Âm vào vai.
- Lộc Đỉnh ký, phim Đài Loan, sản xuất năm 1984 do Trịnh Học Lâm vào vai.
- Lộc Đỉnh ký, phim TVB Hồng Kông sản xuất năm 1992 do Khâu Thục Trinh vào vai.
- Lộc Đỉnh ký, phim TVB Hồng Kông, sản xuất năm 1998 do Lưu Ngọc Thúy vào vai.
- Tiểu Bảo và Khang Hi, phim Đài Loan, sản xuất năm 2000 do Lâm Tâm Như vào vai.
- Lộc Đỉnh ký, phim Trung Quốc, sản xuất năm 2008 do Thư Sướng vào vai.
- Lộc Đỉnh ký, phim Trung Quốc, sản xuất năm 2008 do Lâu Nghệ Tiêu vào vai.
- Mộng hồi Lộc Đỉnh ký, phim Trung Quốc, sản xuất năm 2011, do Lưu Tâm Du thủ vai.
- Lộc Đỉnh ký, phim Trung Quốc, sản xuất năm 2014, do Lưu Nghệ Tiêu thủ vai.
- Tuyệt Sắc Khuynh Thành, phim Trung Quốc, sản xuất năm 2015, chưa rõ tên diễn viên.